# Новодобринка (Волгоградская область)
Новодобринка — хутор в Еланском районе Волгоградской области России, в составе Морецкого сельского поселения.
Население — 107 (2010)

## История
На схематической карте Аткарского уезда Саратовской губернии 1912 года Новая Добринка отмечена в границах Хвощинской волости. Согласно Списку населённых мест Аткарского уезда 1914 года (по сведениям за 1911 год) деревню населяли бывшие государственные крестьяне, преимущественно великороссы, всего 200 мужчин и 196 женщин.
В 1921 году Хвощинская волость была перечислена из Аткарского уезда в новый Еланский уезд. В 1923 году в связи с упразднением Еланского уезда населённый пункт включён в состав укрупнённой Еланской волости Балашовского уезда
В 1928 году Новодобринка включена в состав Еланского района Камышинского округа (упразднён в 1930 году) Нижне-Волжского края (с 1934 года — Сталинградского края, с 1936 года — Сталинградской области). Населённый пункт являлся центром Новодобринского сельсовета.
В 1953 году Хуторо-Морецкий и Ново-Добринский сельские советы были объединены в один Морецкий, центр село Морец. В 1985 году Новодобринка включена в состав вновь образованного Хвощинского сельского совета с центром в хуторе Хвощинка. В 2004 году Новодобринка включена в состав Морецкого сельского поселения.

## География
Хутор находится в пределах Хопёрско-Бузулукской равнины, являющейся южным окончанием Окско-Донской низменности, на левом берегу реки Егоровки, на высоте около 150-160 метров над уровнем моря.
Почвы: чернозёмы обыкновенные.
По автомобильным дорогам расстояние до областного центра города Волгоград составляет 360 км, до районного центра рабочего посёлка Елань — 38 км.
Часовой пояс
Новодобринка, как и вся Волгоградская область, находится в часовой зоне МСК (московское время). Смещение применяемого времени относительно UTC составляет +3:00.

## Население
Динамика численности населения по годам:
| 1911 | 1987 | 2002 |
| ---- | ---- | ---- |
| 396  | ≈150 | 133  |

| 2010 |
| ---- |
| 107  |